# Garin, Haute-Garonne
Garin är en kommun i departementet Haute-Garonne i regionen Occitanien i södra Frankrike. Kommunen ligger i kantonen Bagnères-de-Luchon som tillhör arrondissementet Saint-Gaudens. År 2022 hade Garin 150 invånare.

## Befolkningsutveckling
Antalet invånare i kommunen Garin
Referens:INSEE